# دايفي جونز
دايفي جونز (بالإنجليزية: Davy Jones)‏ اسمه الحقيقي دايفيد توماس جونز رجل أعمال معروف كأحد أعضاء فرقة ذا مونكيز، ولعب الدورالبطولي في المسلسل التلفزيوني الذي يحمل نفس الاسم. رشح لجائزة توني لأدائه دور آرتفول في إنتاج لندن الأصلي وبرودوايلأوليفر! بالإضافة إلى دور البطولة في حلقة مميزة من برنامج «برادي بانش» التلفزيوني، ولاحقًا عاد في الفيلم الساخر؛الحب، النمط الأمريكي؛ و والداي الاثنان ‏. يعتبر جونز أحد المشاهيرالمراهقين العظيمين.

## النشأة
ولد دايفيد توماس جونز في مانشستر، لانكشر (إنجلترا)، في 30 ديسمبر 1945. كان ظهوره التلفزيوني لأول مرة في المسلسل التلفزيوني البريطاني «شارع كورونيشن».لعب دور كولين لوماكس، حفيد إينا شاربلز، لحلقة واحدة في 6 مارس 1961.  وظهر أيضا في بي بي سي لمسلسل بولسي «زي كارز ‏». بعد وفاة والدته من انتفاخ الرئة عندما كان عمره 14 عاماً، رفض جونز التمثيل لصالح مهنة كجوكي، وتدرب مع مدرب نيوماركت باسل فوسترترك المدرسة الثانوية لبدء حياته المهنية في هذا المجال. هذه المهنة لم تدم طويلاً. قام فوستر بتشجيع ابنه الشاب على القيام بدورآرتفول في إنتاج أوليفر! في ويست إند لندن، وهي خطوة غيّرت حياة جونز إلى الأبد. بدوره، اهتم جونز بفوستر في سنواته الأخيرة، حيث أحضره إلى الولايات المتحدة وقدم له الدعم المالي.

## بداية المشوار الفني
طلب صديق من فوستر ممثلاً وقد كان يعمل في أحد المسارح في ويست إند في لندن أثناء تصويره لمسرحية أوليفر! الموسيقية. وأجابه فوستر: «لديّ الفتى المناسب.» قام جونز بالتمثيل لدور أرتفول وتلقى استحساناً كبيراً  لعب دورًا في لندن ثم في برودواي وتم ترشيحه لجائزة توني. في 9 فبراير 1964، ظهر في برنامج إد سوليفان مع جورجيا براون التي لعبت دور نانسي في إنتاج برودواي لأوليفر!. تم عرض الحلقة نفس اليوم الذي ظهرت فيه فرقة البيتلز لأول مرة في الولايات المتحدة. وقال جونز في تلك الليلة: «شاهدت فرقة البيتلز من جانب المسرح، رأيت جنون الفتيات، وقلت لنفسي، هذا هو، أريد جزء من ذلك.»
بعد ظهوره على برنامج إد سوليفان، وقع جونز عقدًا مع وارد سيلفسترمن سكرين جيمز (ثم قسم التلفزيون في كولومبيا بيكتشرز). تبعه ظهوران من البرامج التلفزيونية الأمريكية، حيث تلقى جونز دوراً في إحدى حلقات بين كيسي.
ظهر جونز لأول مرة على بيلبورد هوت 100 في الأسبوع من 14 أغسطس 1965، مع أغنية «مالذي سنفعله؟» What Are We Going To Do تم توقيع المغني البالغ من العمر 19 عاما على كولبيكس ريكوردز، وهي علامة تجارية مملوكة لكولومبيا. 

## ذا مونكيز
من عام 1966 إلى عام 1971، كان جونز عضوًا في ذا مونكيز، وهي فرقة موسيقى بوب روك التي تم تشكيلها لعرض تلفزيوني يحمل نفس الاسم. مع إنتاج شركة جيم سكرينز للمسلسل، تم اختيار جونز في قائمة مختصرة لإجراء الاختبارات، حيث كان العضوالوحيد الذي وقع على صفقة مع الاستوديو، ولكن كان لا يزال يتعين عليه مقابلة معايير المنتجين بوب رافيلسون وبيرت شنايدر. غنى جونز غناءًا رئيسيًا في العديد من أغاني ذا مونكيز، بما في ذلك «أريد أن أكون حراً» I Wanna Be Free و «مؤمن بأحلام اليقظة» Daydream Believer.

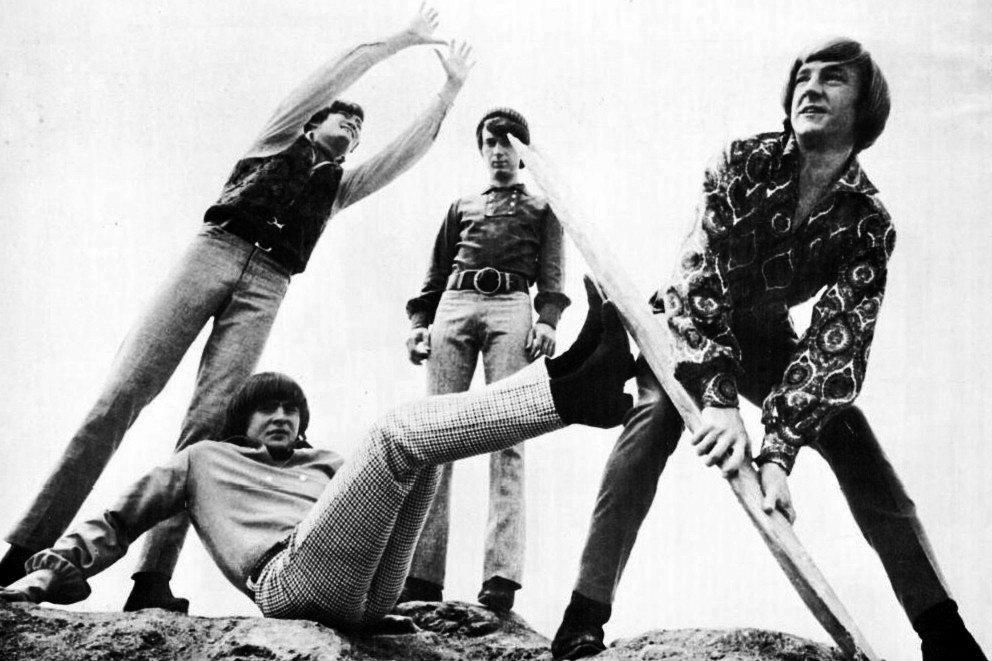
فرقة ذا مونكيز في بداية مشوارهم الفني.

كان مسلسل إن بي سي التلفزيوني المونكيز يحظى بشعبية كبيرة.
أذيع برنامج ماراثون ذا مونكيز («بليزانت فالي سنداي») في 23 فبراير 1986 من قبل إم تي في مما أدى إلى موجة من (المونكيمينيا) هوس المونكيز التي لم تشهدها منذ ذروة المجموعة. اجتمع شمل جونز مع دولنز وبيتر تورك من عام 1986 إلى عام 1989 للاحتفال بالنجاح المتجدد للفرقة وتعزيز الذكرى العشرين للمجموعة. تم إصدار 20 أغنية جديدة.
توقف نشاط ذا مونكيز حتى عام 1996 عندما اجتمع شمل جونز مع دولنز، تورك ومايكل نسميث للاحتفال بالذكرى الثلاثين للفرقة. أصدرت المجموعة ألبومًا جديدًا بعنوان «جست اص ‏» أول ألبوم منذ«هيدكواترز» عام 1967، والذي ضم أعضاء الفرقة بأكملها وهم يؤدون جميع المهام الأساسية. كانت هذه هي المرة الأخيرة التي يؤدي فيها الفرقة الأربعة معاً.

## الحياة الشخصية

### العائلة
تزوج جونز ثلاث مرات. في ديسمبر 1968، تزوج من ديكسي ليندا هينز، التي كان يعيش معها. ظلت علاقتهم بعيدة عن أعين الناس حتى بعد ولادة طفلهم الأول في أكتوبر 1968. تسبب ذلك في ضجة كبيرة لجونز من معجبيه عندما تم الإعلان عنه. صرح جونز في وقت لاحق في مجلة تايقر بيت: «أبقيت زواجي سراً لأنني أؤمن أنه ينبغي السماح للنجوم بعيش حياتهم الخاصة». كان لدى جونز وهاينز ابنتان: تاليا إليزابيث (ولدت في 2 أكتوبر 1968) وسارة لي (من مواليد 3 يوليو 1971). انتهى زواجهما عام 1975.
تزوج جونز من زوجته الثانية أنيتا بولنجر في 24 يناير 1981، وكان لها ابنتان. وقد انفصلا في عام 1996 خلال جولة إعادة لمّ شمل الذكرى الـ30 لفرقة ذا مونكيز. تزوج جونز للمرة الثالثة في 30 أغسطس 2009 من جيسيكا باتشيكو، 32 سنة. كان هذا زواج باتشيكو الثالث أيضاُ. في 28 يوليو 2011، تقدمت باتشيكو إلى الطلاق من جونز في مقاطعة ميامي دايد بولاية فلوريدا، لكنه أسقط الدعوى في أكتوبر.[بحاجة لمصدر]بقي جونز متزوجاً من باتشيكو حتى وفاته عام 2012.

## الوفاة
في صباح يوم 29 فبراير 2012، ذهب جونز إلى خيوله الأربعة عشر في مزرعة في إنديانتاون بولاية فلوريدا. بعد ركوب أحد خيوله المفضلة، اشتكى من آلام في الصدر وصعوبة في التنفس وتم نقله إلى مستشفى مارتن ميموريال الجنوبي في ستيوارت فلوريدا، حيث أعلن عن وفاته بنوبة قلبية حادة ناجمة عن تصلب الشرايين.
في يوم الأربعاء، 7 مارس / آذار 2012، أقيمت مراسم جنازة خاصة في أبرشية الكنيسة الرومانية الكاثوليكية في إنديانتاون بولاية فلوريدا. لم يحضر الأعضاء الثلاثة الباقين. وبدلاً من ذلك، حضرت المجموعة خدمات تذكارية في مدينة نيويورك، فضلاً عن تنظيم النصب التذكاري الخاص بهم في لوس أنجلوس مع عائلة جونز وأصدقائه المقربين. بالإضافة إلى ذلك، عُقدت خدمة تذكارية عامة في 10 مارس 2012 في بيفرتاون، بولاية بنسلفانيا، بالقرب من كنيسة اشتراها جونز من أجل تجديدها في المستقبل.
في يوم الاثنين 12 مارس، أقيمت مراسم تذكارية خاصة في أوبينشاو، مانشستر، في كنيسة ليس ستريت الأبرشية حيث كان جونز يؤدي أدواراً عندما كان طفلاً في مسرحيات الكنيسة. وسافرت زوجة جونز وابنتاه إلى إنجلترا للانضمام إلى أقاربه المقيمين هناك للخدمة، ووضعوا رماده على قبور والديه لبعض الوقت.

## وصلات خارجية
- الموقع الرسمي
 – Davy Jones
- الموقع الرسمي
 The Monkees
- Davy Jones التسجيلات من ديسكاغز.كوم
- دايفي جونز على موقع IMDb (الإنجليزية)
- دايفي جونز على موقع الموسوعة البريطانية (الإنجليزية)
- دايفي جونز على موقع ألو سيني (الفرنسية)
- دايفي جونز على موقع ميوزك برينز (الإنجليزية)
- دايفي جونز على موقع رولينغ ستون (الإنجليزية)
- دايفي جونز على موقع أول موفي (الإنجليزية)
- دايفي جونز على موقع قاعدة بيانات برودواي على الإنترنت (الإنجليزية)
- دايفي جونز على موقع قاعدة بيانات برودواي على الإنترنت (الإنجليزية)
- دايفي جونز على موقع قاعدة بيانات الأفلام السويدية (السويدية)
- دايفي جونز على موقع إن إن دي بي (الإنجليزية)
- Interview with Davy Jones
- دايفي جونز على موقع فايند أغريف